# Brammetje Baas (film)
Brammetje Baas is een Nederlandse film uit 2012 geregisseerd door Anna van der Heide, naar een prentenboek van Tamara Bos, die ook het scenario heeft geschreven.

## Verhaal
Brammetje Baas gaat naar groep 3. Hij is intelligent, en houdt een schrift bij met uitvindingen en een schrift met mooie moeilijke woorden, allemaal ordelijk genummerd.
Hij kan niet goed stilzitten en zich concentreren op taken die hij bijvoorbeeld op school moet doen. Dit geeft wrijving met zijn meester Vis (René Groothof). Ook redt hij een vlieg (waarvan de samengestelde ogen een van de uitvindingen vormen in Brammetjes verzameling) die meester Vis wil doodslaan, door hem te vangen met een glas en buiten vrij te laten, waarvoor hij straf krijgt omdat hij op zijn plaats had moeten blijven zitten.
Brammetje wil later een raketbus uitvinden. Zijn moeder vertelt hem dat hij dan wel goed moet kunnen rekenen, wat hem motiveert beter zijn best te doen bij het maken van zijn sommen.
Op een dag klimt Brammetje op een kast waarna meester Vis bij een poging hem ervan af te halen valt en een gecompliceerde beenbreuk oploopt (een woordcombinatie die Brammetje toevoegt aan zijn verzameling). Er is sprake van dat Brammetje misschien beter naar een andere school kan gaan. Ook krijgen Brammetjes ouders soms ruzie over hoe hem aan te pakken. Hij is een keer schoolziek (weer een woord voor zijn verzameling) en op een dag loopt hij weg; hij wordt later gevonden in een park. Er komt een vervanger, meester Mark (Egbert-Jan Weeber), die er meer begrip voor heeft dat kinderen niet zo lang stil kunnen zitten en ze af en toe allemaal laat rondlopen in de klas. Later komt meester Vis in deeltijd weer terug. Het gaat nu beter; Brammetje heeft sorry gezegd tegen meester Vis (hoewel het eigenlijk volgens Brammetje niet zijn schuld was dat meester Vis viel) en mag af en toe  spullen naar lokalen brengen, of tussendoor even buiten een rondje rennen.

## Rolverdeling
| Acteur                  | Personage        |
| ----------------------- | ---------------- |
| Coen van Overdam        | Brammetje Baas   |
| René Groothof           | Meester Peer Vis |
| Katja Herbers           | Moeder Els Baas  |
| Roosmarijn van der Hoek | Kimmetje Baas    |
| Tjebbo Gerritsma        | Vader Jaap Baas  |
| Egbert-Jan Weeber       | Meester Mark     |
| Isabelle Smit           | Liselore Lusjes  |